# Robert Gossett
Robert Gossett (* 3. März 1954 in der Bronx, New York City) ist ein US-amerikanischer Schauspieler.

## Leben
Gossetts erster richtiger Job nach der High School war bei der Produktion von Einer flog über das Kuckucksnest. Danach hatte Gossett Auftritte am Broadway. Seit 1987 hat er zahlreiche Gastauftritte in Serien gehabt, unter anderem in Zurück in die Vergangenheit, L.A. Law – Staranwälte, Tricks, Prozesse, Melrose Place, Diagnose: Mord, Beverly Hills, 90210, Eine himmlische Familie, Charmed – Zauberhafte Hexen und Für alle Fälle Amy. Des Weiteren war er zwischen 1992 und 1993 für 15 Folgen in Palm Beach-Duo zu sehen sowie 2001 in 19 Folgen der Seifenoper Passions. Es folgten diverse weitere Auftritte in Serien wie Polizeibericht Los Angeles, New York Cops – NYPD Blue, Crossing Jordan – Pathologin mit Profil und Bones – Die Knochenjägerin. 2005 bekam er schließlich seine erste große Hauptrolle in der TNT-Serie The Closer an der Seite von Kyra Sedgwick. Dort verkörperte er bis zum Ende der Serie 2012 die Rolle des Commander Russel Taylor. Diese Rolle verkörperte er bis 2016 auch im dazugehörigen Spin-off Major Crimes. Außerdem war er 2008 für zwei Folgen in Emergency Room – Die Notaufnahme zu sehen.
Robert Gossett ist ein Cousin des Schauspielers Louis Gossett Jr. Er ist mit der Theaterdirektorin Michelle Gossett verheiratet.

## Filmografie (Auswahl)
- 1987: Die Bill Cosby Show (The Cosby Show, Fernsehserie)
- 1990: Zurück in die Vergangenheit (Quantum Leap, Fernsehserie, Folge 2x18)
- 1990: L.A. Law – Staranwälte, Tricks, Prozesse (L.A. Law, Fernsehserie, Folge 4x18)
- 1992: Cheers (Fernsehserie, Folge 10x18)
- 1992: Batmans Rückkehr (Batman Returns)
- 1992–1993: Palm Beach-Duo (Silk Stalkings, Fernsehserie, 15 Folgen)
- 1993, 2003: New York Cops – NYPD Blue (NYPD Blue, Fernsehserie, 2 Folgen)
- 1995: Melrose Place (Fernsehserie, Folge 4x14)
- 1995: Das Netz (The Net)
- 1995–1996: Diagnose: Mord (Diagnosis Murder, Fernsehserie, 2 Folgen)
- 1996: Ein Hauch von Himmel (Touched by an Angel, Fernsehserie, Folge 3x13)
- 1997; Ein Wink des Himmels (Promised Land, Fernsehserie, 2 Folgen)
- 1997: L.A. Affairs (Fernsehserie, 4 Folgen)
- 1997: Beverly Hills, 90210 (Fernsehserie, 4 Folgen)
- 1997: Eine himmlische Familie (7th Heaven, Fernsehserie, Folge 2x08)
- 1998: Sister, Sister (Fernsehserie, Folge 6x07)
- 1999: Charmed – Zauberhafte Hexen (Charmed, Fernsehserie, Folge 1x14)
- 1999: Arlington Road
- 2000–2001: Dark Angel (Fernsehserie, 4 Folgen)
- 2001: Für alle Fälle Amy (Judging Amy, Fernsehserie, Folge 2x16)
- 2001: Passions (19 Folgen)
- 2002: Philly (Fernsehserie, 2 Folgen)
- 2003: Polizeibericht Los Angeles (Dragnet, Fernsehserie, Folge 1x02)
- 2004: Crossing Jordan – Pathologin mit Profil (Crossing Jordan, Fernsehserie, Folge 3x08)
- 2005: Bones – Die Knochenjägerin (Bones, Fernsehserie, Folge 1x06)
- 2005–2012: The Closer (Fernsehserie, 109 Folgen)
- 2007: Schatten der Leidenschaft (The Young and the Restless, 3 Folgen)
- 2008: Emergency Room – Die Notaufnahme (ER, Fernsehserie, 2 Folgen)
- 2012–2016: Major Crimes (Fernsehserie)
- 2016: Chicago Med (Fernsehserie, 1 Folge)
- 2019: The Enemy Within (Fernsehserie, 3 Folgen)